# Diaueqi
Diaueqi o Diaukhi fou el nom donat pels urartians a la regió del riu Kars, des de l'Araxes fins al llac Txaldir (anomenada Vanand pels armenis), sotmesa després del 800 aC per Urartu. Argisti I (785 aC-753 aC) va destronar Ytupurchi, rei de Diaueqi. Els assiris l'esmenten com a Dayaeni.
Apareix per primer cop el 1114 aC sota Teglatfalassar I (1116 aC-1090 aC) com un dels 23 regnes del Nairi. Llavors estava governat per Sini o Senia. A les inscripcions caldees apareix com el regne del fill de Diaus i estava situat a la regió de Malazgerd. Els assiris hi van estar en l'expedició militar del 857 aC procedents de Suhma. S'especula que la part afectada per aquesta incursió fou la regió de Palu. D'allí van anar contra la capital d'Urartu, Arzashku o Arzascunu, en direcció al llac Van.

## Reis
- Sini vers 1114 aC
- Yturpuchi